# Consejo Nacional de Planeación
Aporta a la construcción de escenarios para la planeación participativa en los territorios con los Consejos Territoriales de Planeación.El Consejo Nacional de Planeación (CNP) fue creado por mandato de la Constitución Política de Colombia de 1991 como espacio de participación de la sociedad civil para contribuir a la construcción de política pública y a la formulación, el seguimiento y la evaluación de los Planes de Desarrollo. El CNP se configura como la instancia que cumple la más importante función dentro de la planeación participativa, toda vez que en él confluyen los representantes de las entidades territoriales y de los distintos sectores que integran la sociedad civil, convirtiéndose en el espacio real de participación ciudadana en todas las fases y procesos planificadores del país.

## Funciones del Consejo Nacional de Planeación
Las funciones del Consejo Nacional de Planeación son las estipuladas en la Constitución y las que se derivan en la Ley 152 de 1994 en su Artículo 12.º:
Oficialmente son funciones del Consejo Nacional de Planeación:
- Organizar y coordinar una amplia discusión nacional sobre el Plan Nacional de Desarrollo.
- Conceptuar y formular recomendaciones sobre el Proyecto del Plan Nacional de Desarrollo, su ejecución y los ajustes que se le hagan.
- Promover y apoyar la participación y organización de la sociedad civil en Colombia a través del Sistema Nacional de Planeación.
- Adelantar de manera permanente el seguimiento y evaluación al Plan Nacional de Desarrollo, con participación ciudadana.
- Formular recomendaciones periódicas al Departamento Nacional de Planeación, a los ministerios y a las demás autoridades y organismos de planeación y gestión, sobre el contenido y la forma de ejecución del plan, desde la mirada de la sociedad civil.
- Resolver consultas del Gobierno Nacional sobre el PND.
- Aporta a la construcción de escenarios para la planeación participativa en los territorios con los Consejos Territoriales de Planeación.

## Conformación del Consejo Nacional de Planeación
El Consejo Nacional de Planeación (CNP) de acuerdo a la Ley 152 de 1994, es convocado por el Gobierno a conformarse una vez el presidente ha tomado posesión de su cargo, y está integrado por aquellas personas designadas por el presidente de la República, de listas que le presenten las correspondientes autoridades y organizaciones de la sociedad civil.  

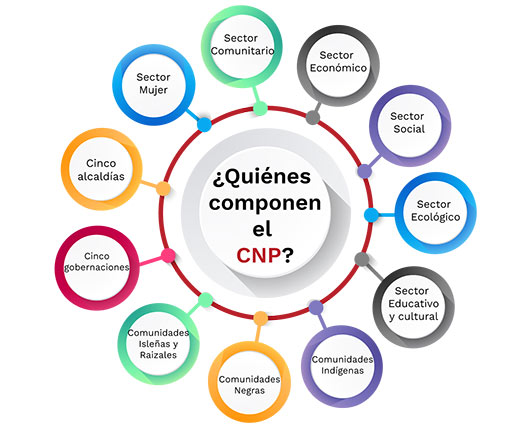

Entidades territoriales: Cuatro (4) alcaldes y Cinco (5) gobernadores son los representantes de los grupos constituidos en el Decreto 2250 de 2002.  
Sector Económico: Cuatro (4) personas escogidas de ternas que presentan jurídicamente reconocidas que agrupen a los industriales, productores agrarios, comercio, entidades financieras y aseguradoras, microempresarios, empresas y entidades de prestación de servicios.
Sector Social: Cuatro (4) personas escogidas de ternas que presenten las organizaciones jurídicamente reconocidas que agremien a los profesionales, campesinos, empleados, obreros, trabajadores independientes e informales.
Sector Educación: Dos (2) personas escogidas de ternas que presenten las organizaciones jurídicamente reconocidas que agremien a las universidades, instituciones de educación primaria y secundaria de carácter público o privado. Además, organizaciones cuyo objeto sea el desarrollo científico, técnico o cultural y las organizaciones que agrupen a nivel nacional los estudiantes universitarios.
Sector Ecológico: Una (1) persona escogida de terna que presentan las organizaciones jurídicamente reconocidas cuyo objeto sea la protección y la defensa de los recursos de los recursos naturales y del medio ambiente.
Sector Comunitario: Una (1) persona escogida de terna que presente a las agremiaciones nacionales de asociaciones comunitarias con personería jurídica.
Sector Indígenas, Minorías y Mujeres: Cinco (5) personas en representación de los indígenas, minoría étnica y de las mujeres. De los cuales se distribuirán así: 1 persona de comunidades indígenas; 1 persona de comunidades negras; 1 persona de comunidades raizales del archipiélago de San Andrés, Providencia y Santa Catalina; y 2 mujeres escogidas de las organizaciones no gubernamentales.

## Composición del CNP - Consejeros Nacionales de Planeación
De acuerdo con el decreto 2181 de 2022, los nuevos consejeros nacionales de planeación para el periodo 2022-2030 son:
| Sector                              | Representante                                             |
| Gobernación                         | Gobernador del Amazonas (Jesús Galdino Cedeño)            |
| Gobernación                         | Gobernador de Casanare (Salomón Andrés Sanabria)          |
| Gobernación                         | Gobernador de Norte de Santander (Silvano Serrano)        |
| Gobernación                         | Gobernador de Córdoba (Orlando David Benítez Mora)        |
| Gobernación                         | Gobernador de Antioquia (Aníbal Gaviria Correa)           |
| Alcaldía                            | Alcalde de Turbaco, Bolívar (Guillermo Enrique Torres)    |
| Alcaldía                            | Alcalde de Girón, Santander (Carlos Alberto Román Ochoa)  |
| Alcaldía                            | Alcalde de Arauquita, Arauca (Etelivar Torres Vargas)     |
| Alcaldía                            | Alcalde de Ipiales, (Nariño Luis Fernando Villota Méndez) |
| Sector Económico                    | Ramiro Ortiz Fonseca                                      |
| Sector Económico                    | Clara Imelda de las Mercedez Restrepo de Mitchell         |
| Sector Económico                    | Jorge Enrique Bedoya Vizcaya                              |
| Sector Económico                    | Rosmery Quintero                                          |
| Sector Social                       | Miguel Ricardo Dávila Ladrón de Guevara                   |
| Sector Social                       | Luis Alejandro Jiménez Castellanos                        |
| Sector Social                       | Liliana Patricia Rodríguez Burgos                         |
| Sector Social                       | Fernando Sarmiento Santander                              |
| Sector Mujeres                      | Francisca Aidee Castillo Reyes                            |
| Sector Mujeres                      | Gloria Amparo Arboleda Murillo                            |
| Sector Educativo y Cultural         | José Gregorio Contreras Fernández                         |
| Sector Educativo y Cultural         | Amanda Vargas Prieto                                      |
| Sector Ecológico                    | Joaquín Caraballo Rivas                                   |
| Sector Comunitario                  | Ceferino Mosquera Murillo                                 |
| Sector Comunidades Negras           | Gustavo Adolfo Lugo Vallecilla                            |
| Sector Comunidades Isleñas Raizales | Roxanne Angie Ward Bryan                                  |
| Sector Indígena                     | Paulo Andrés Estrada Asito                                |

Vea video de la composición del CNP.

## Normativa del Consejo Nacional de Planeación
Constitución Política de Colombia: 
Art. 340 de la Constitución Política de Colombia: Crea al Consejo Nacional de Planeación y establece que el mismo estará integrado por representantes de las entidades territoriales y de los sectores económicos, sociales, ecológicos, comunitarios y culturales. 
Adicionalmente le otorga carácter consultivo y establece que su principal función será servir de foro para la discusión del Plan Nacional de Desarrollo.
Del mismo modo define que el Consejo Nacional de Planeación (CNP) y los Consejos Territoriales de Planeación (CTP) constituyen el Sistema Nacional de Planeación. 
LEY 152 DE 1994:
Es la denominada Ley Orgánica del Plan de Desarrollo, que tiene dentro de sus principios generales la participación ciudadana para la construcción de políticas públicas, establece los procedimientos para la elaboración, aprobación, ejecución y evaluación del PND y de los PTD.
Establece las autoridades e instancias de planeación, otorgándole al CNP, junto con el Congreso de la República, el carácter de instancia nacional y a los CTPs con las Asambleas Departamentales y los Concejos Municipales, el de instancia de Planeación en las entidades territoriales.
Adicionalmente establece su composición, las calidades de los integrantes de los Consejos, su periodo, funciones y el proceso de designación por parte del Presidente de la República, Gobernadores y Alcaldes.
La obligación por parte de las autoridades de planeación del orden nacional y territorial de prestar el apoyo administrativo y logístico que sea indispensable para su funcionamiento. 
SENTENCIAS: 
C-524/03:Enuncia que "la realización del principio de participación consagrado en la Carta Política exige que la actuación del Consejo Nacional de Planeación y de los consejos territoriales, como instancias para la discusión del Plan de Desarrollo, se garantice no sólo en la fase de aprobación sino también frente a las modificaciones del Plan, lo que le otorga a dichos consejos permanencia institucional para el cumplimiento de su función consultiva". En consecuencia, la función consultiva de los Consejos de Planeación no se agota en la fase de discusión del Plan, sino que se extiende a las etapas subsiguientes relacionadas con su modificación.
Así mismo indica que para garantizar el normal funcionamiento de los Consejos de Planeación, a través de los cuales se aseguren los recursos que requieran para su actuación, el DNP y las dependencias de planeación, tienen la obligación de brindarles el apoyo administrativo y logístico indispensable para su funcionamiento.
C-015/96: Contempla aspectos relacionados con la designación de los Consejeros Nacionales de Planeación y con su naturaleza. Respecto al concepto que debe emitir el CNP, la sentencia señala que: "es requisito indispensable, de obligatoria observancia, para la validez de la ley mediante la cual se adopte el Plan Nacional de Desarrollo". 
C-191/96: La participación democrática permea todo el proceso de planeación y no sólo la elaboración del Plan. Esto significa que es perfectamente legítimo que la ley establezca, dentro de ciertos límites, mecanismos de ejecución, fiscalización y evaluación del Plan que sean esencialmente participativos.
DECRETOS:
Decreto 2284 de 1994: Establece que la participación de los Consejeros Nacionales de Planeación, representantes de las entidades territoriales, se hará con independencia de la persona que ejerza los cargos de Gobernador y Alcalde, según sea el caso. Adicionalmente reglamenta los parámetros para el proceso de designación de los Consejeros Nacionales.
Decreto 2250 de 2002: Establece el proceso para la designación de los Consejeros Nacionales representantes de las entidades territoriales, proceso que se lleva a cabo según los grupos que establece esta norma, adicionalmente implementa el proceso de convocatoria adelantada por el Departamento Nacional de Planeación, así como la presentación de las ternas para la postulación.

## Publicaciones del Consejo Nacional de Planeación
Plan Nacional de Desarrollo “Colombia Potencia Mundial de la vida” 2022-2026
Documento de recomendaciones a las bases del Plan Nacional de Desarrollo 2022-2026
El Consejo Nacional de Planeación comparte con el país el documento de recomendaciones a las bases del Plan Nacional de Desarrollo 2022-2026. Es el resultado de un proceso de diálogo activo en el territorio, encuentros, metodologías y aportes desde los sectores y las regiones de Colombia. 
Concepto a las bases del Plan Nacional de Desarrollo 2022-2026 "Colombia Potencia Mundial de la Vida"
El Consejo Nacional de Planeación presentó el concepto a las bases del Plan Nacional de Desarrollo 2022-2026 “Colombia Potencia Mundial de la Vida. Este documento es el resultado de la escucha activa con los sectores y los territorios.

Plan Nacional de Desarrollo "Pacto por Colombia, Pacto por la Equidad" 2018-2022
Concepto al Plan Nacional de Desarrollo (2019)
Este concepto es fruto del trabajo colectivo y participativo de cientos de organizaciones para recopilar y consolidar las propuestas de los diferentes sectores, entidades territoriales y organizaciones sociales participantes en su proceso.
Informe de Seguimiento al Plan Nacional de Desarrollo (2022)
El presente informe se elabora como resultado del seguimiento al Plan Nacional de Desarrollo (2018-2022) "Pacto por Colombia, Pacto por la Equidad", en el cual se hace un balance de los diferentes sectores y diversas regiones del país en torno al cumplimiento de los propósitos y acciones del PND, principalmente en metas e indicadores, vinculando la información cuantitativa de las diferentes herramientas que ofrecen entidades nacionales, un análisis desde los territorios, un balance cualitativo de lo que pasa en las regiones en contraste con los datos oficiales, con el fin de generar un espacio donde los actores, regiones y comunidades puedan exponer su visión y sus propuestas de cara al inicio del PND del gobierno entrante.
Informe de Seguimiento al Plan Nacional de Desarrollo (2021)
El informe de seguimiento del Plan Nacional de Desarrollo 2018-2022 es un esfuerzo colectivo de los diferentes sectores y comunidades que integran el CNP. El propósito de este informe es señalar de manera oportuna aquellos aspectos cuyos avances en el cumplimiento de metas y objetivos son positivos y aquellos que presentan avances insuficientes, así como las propuestas que los sectores estimen pertinentes.

Plan Nacional de Desarrollo "Todos por un nuevo país" 2014-2018
Concepto, sobre las Bases del Plan de Desarrollo 2014 - 2018 "Todos por un nuevo país" 
De acuerdo a lo establecido en la Ley 152 de 1994, en el mes de noviembre de 2014, el Gobierno Nacional sometió a consideración del CNP las Bases del Plan Nacional de Desarrollo (PND) 2014 – 2018 “Todos por un nuevo país”. De esta manera, él CNP hace entrega del concepto sobre las bases del Plan Nacional de Desarrollo 2014-2018 “TODOS POR UN NUEVO PAÍS”.

## Consejos Territoriales de Planeación
Los CTP son instancias territoriales de planeación, creados por disposición constitucional para garantizar la participación ciudadana en la construcción y seguimiento de políticas públicas a nivel territorial, en virtud del principio de planeación participativa.
Responsabilidades:
1. Analizar y discutir el proyecto del Plan de desarrollo.
2. Organizar y coordinar una amplia discusión sobre el proyecto del Plan de desarrollo, mediante la organización de reuniones regionales y locales con los Consejeros, en las cuales intervengan todos los sectores, con el fin de garantizar eficazmente la participación ciudadana de acuerdo con el artículo 342 de la Constitución Política de 1991.
3. Absolver las consultas que formule la Administración o las demás autoridades de planeación durante la discusión del proyecto del Plan de desarrollo.
4. Formular recomendaciones a las demás autoridades y organismos de planeación sobre el contenido y la forma del Plan.
5. Conceptuar sobre el proyecto del Plan de desarrollo elaborado por la entidad territorial.
6. Realizar semestralmente un seguimiento a las metas de continuidad, cobertura y calidad de los servicios, definidas en los respectivos planes sectoriales.